# Hadajana, Mysore
Hadajana là một làng thuộc tehsil Mysore, huyện Mysore, bang Karnataka, Ấn Độ.